# Vitàcies
Les vitàcies o vitidàcies (Vitaceae o Vitidaceae) són una família de plantes amb flor (angiospermes) que inclou la vinya i està formada per 14 gèneres i unes 910 espècies conegudes. El nom de la família deriva del gènere Vitis.
Es tracta de plantes habitualment llenyoses i normalment en forma de liana, tot i que de vegades són arbusts o herbes, de vegades suculentes. Es desenvolupen des de les regions temperades a les tropicals. Les fulles són alternes i poden ser simples o compostes però molt lobulades, presenten circells oposats a les fulles per agafar-se a qualsevol tipus de suport. Les flors són molt petites, hermafrodites o unisexuals, actinomorfes, pentàmeres o, més rarament, tetràmeres. El fruit és una baia que conté entre 2 i 4 llavors.
El sistema de classificació APG II del 2003, basat en l'anàlisi de la morfologia i en les seqüències d'ARN ribosòmic i d'alguns gens dels cloroplasts, situa aquesta família dins el clade rosids, però sense assignació a cap ordre. Tanmateix actualment la web de l'APG aquesta família apareix dins el seu propi ordre denominat Vitales, hom suposa que serà el seu emplaçament a un proper sistema APG III.
L'espècie més comuna és la vinya (Vitis vinifera) que dona el raïm. Algunes espècies són utilitzades com a plantes ornamentals enfiladisses que presenten unes fulles molt acolorides a la tardor (Ampelopsis, Cissus, Parthenocissus). Aquesta família també inclou les 70 espècies que havien estat classificades dins la família Leeaceae.
Als Països Catalans, en estat salvatge només hi ha la vinya, extensament conreada però en alguns llocs subespontània i que és dubtós que sigui autòctona, i algunes plantes del gènere exòtic Parthenocisus conreades com a ornamentals i que rarament es troben subespontànies.

## Taxonomia

### Gèneres
Dins d'aquesta família es reconeixen els 20 gèneres següents:
- Acareosperma Gagnep.
- Afrocayratia J.Wen, L.M.Lu, Rabarij. & Z.D.Chen
- Ampelocissus Planch.
- Ampelopsis Michx.
- Apocissus Jackes & Trias-Blasi
- Causonis Raf.
- Cayratia Juss.
- Cissus L.
- Clematicissus Planch.
- Cyphostemma (Planch.) Alston
- Leea D.Royen
- Nekemias Raf.
- Nothocissus (Miq.) Latiff
- Parthenocissus Planch.
- Pseudocayratia J.Wen, L.M.Lu & Z.D.Chen
- Pterisanthes Blume
- Rhoicissus Planch.
- Tetrastigma (Miq.) Planch.
- Vitis L.
- Yua C.L.Li